# Flatwood (Kentucky)
Pour les articles homonymes, voir Flatwood.
Flatwood est une zone non incorporée (Unincorporated community) du comté d'Adair dans le Kentucky.